# 머리털자리 필라멘트
머리털자리 필라멘트(Coma Filament)는 은하의 필라멘트이다.

## 특징
머리털자리 필라멘트는 은하의 머리털자리 초은하단을 포함하고 있으며 CfA2 장성의 일부를 형성한다.

## 같이 보기
- 에이벨 목록
- 관측 가능한 우주
- 초은하단